# Viktor Agardius
Lars Viktor Filip Agardius (Skepparslöv, 23 ottobre 1989) è un calciatore svedese, difensore del Kristianstad FC.

## Carriera
Agardius inizia a giocare nel club in cui è cresciuto, il Kristianstads FF. In quel periodo la squadra milita fra il campionato di Division 2 (quarta serie nazionale) e quello di Division 1.
Nel 2012 viene tesserato dal Mjällby per sostituire il terzino David Löfquist appena passato al Parma a parametro zero. Il contratto biennale viene poi esteso per un ulteriore anno, fino al termine della stagione 2014, quando i gialloneri retrocedono in Superettan.
Agardius, in scadenza di contratto, sceglie il Kalmar come nuova destinazione. Qui ritrova Peter Swärdh, suo allenatore durante il primo anno al Mjällby.
Milita nel Kalmar per cinque anni prima di accasarsi al Livorno il 4 febbraio 2020. Gioca titolare il 23 febbraio nella sfida persa 1-0 sul campo della Salernitana, ma essa sarà la sua unica presenza con la maglia dei toscani, complice anche la sospensione del campionato per la pandemia di COVID-19. Nel mese di maggio infatti il giocatore rescinde e torna a far parte del Mjällby, squadra che nel frattempo si apprestava ad iniziare da neopromossa l'Allsvenskan 2020.
Nonostante lo svincolato Agardius e il Mjällby avessero raggiunto un accordo verbale per una continuazione in giallonero, il 9 febbraio 2021 il giocatore è stato presentato dall'IFK Norrköping, accordo che ha fatto pubblicamente scaturire l'irritazione della dirigenza del Mjällby. Con i biancoblu raccoglie 37 presenze in campionato e 2 gol, in un biennio in cui rimane anche vittima di una commozione cerebrale e altri infortuni, quindi rimane svincolato poiché il club rinnova il suo contratto in scadenza.
Nel febbraio 2023 si è unito a parametro zero per un anno al Brommapojkarna, neopromosso in Allsvenskan. Nella prima parte del campionato ottiene solo due presenze su dodici giornate, così il 20 giugno lascia ufficialmente il club, svincolandosi.